# Prosopocera lutea
Prosopocera lutea là một loài bọ cánh cứng trong họ Cerambycidae.